# Mis boleros favoritos
Albums de Luis Miguel
Mis romances
(2001) 33
(2003)
Singles
Mis Boleros Favoritos (français : Mes boléros favoris) est un album compilation du chanteur mexicain Luis Miguel. Sorti le 8 octobre 2002 par Warner Music Latina, il contient treize chansons déjà enregistrées sur les albums à thème romantique ainsi qu'un nouveau titre Hasta Que Vuelvas. Une édition spéciale du disque est sortie le même jour et comprend un DVD contenant sept vidéoclips des disques sur le thème du boléro. Hasta Que Vuelvas est sorti en single pour l'album et a atteint la 16e place du classement Billboard Hot Latin Songs aux États-Unis. Iván Adaime d'AllMusic a attribué à l'album une note de 3,5 étoiles sur 5 en indiquant que la nouvelle chanson et les clips vidéo sont les seuls éléments qui incitent les fans à l'acheter et en notant que l'album a pour but de mettre fin à l'ère de la romance. Hasta Que Vuelvas a reçu une nomination aux Latin Grammy pour le disque de l'année en 2003. Sur le plan commercial, Mis Boleros Favoritos a atteint la troisième place du palmarès Billboard Top Latin Albums aux États-Unis, la première place en Espagne et la septième en Argentine.

## Contexte et contenu
En 2001, Luis Miguel a publié Mis romances, le quatrième album de la série Romance dans lequel Miguel reprend des boléros d'Amérique latine. Ce disque a reçu des appréciations défavorables de la part des critiques musicaux et a été un échec commercial. Le 20 septembre 2002, Miguel a annoncé qu'il sortirait un album compilation reprenant des boléros de la série Romance déjà enregistrés. Le disque comprend également un nouveau titre, Hasta Que Vuelvas, composé à l'origine par Mario Arturo Ramos ; il a été arrangé par Bebu Silvetti et Juan Carlos Calderón. Miguel a dédié la chanson à sa mère, Marcela Basteri, disparue en 1986, et a mentionné qu'elle avait été envisagée à l'origine pour figurer sur Mis Romances. Hasta Que Vuelvas est sorti en single le 3 octobre et a atteint la 16e place du hitparade Billboard Hot Latin Songs aux États-Unis,. Mis Boleros Favoritos est sorti le 8 octobre 2002 et une édition spéciale du disque comprend un DVD qui contient sept vidéoclips de la série Romance.

## Accueil
Le critique d'AllMusic Iván Adaime a attribué 3,5 étoiles sur 5 à Mis Boleros Favoritos, mettant en avant des chansons telles que No Sé Tú et Somos Novios comme étant plusieurs des « plus grands succès en espagnol, dans tous les genres ». Il a également noté que l'album sert à « clore cette ère » des disques boléro et a déclaré que l'inclusion de Hasta Que Vuelvas et les clips musicaux sont les seules motivations pour « tout fan inconditionnel ». Hasta Que Vuelvas a été nommé dans la catégorie « disque de l'année » lors de la 4e édition des Latin Grammy Awards en 2003. Aux États-Unis, Mis Boleros Favoritos a fait ses débuts et a atteint la troisième place du palmarès Billboard Top Latin Albums et a été certifié double platine par la Recording Industry Association of America (RIAA) pour la vente de 200 000 exemplaires,. En Espagne, le disque a débuté en tête du palmarès des albums espagnols et a reçu une certification platine dans le pays pour ses 100 000 exemplaires vendus,. En Argentine, il a atteint la septième place du palmarès des albums argentins et le DVD a été certifié platine pour la vente de 8 000 copies,.

## Liste des pistes
Adapté de Discogs et d'AllMusic,.
| Mis boleros favoritos (édition audio) | Mis boleros favoritos (édition audio)                          | Mis boleros favoritos (édition audio) | Mis boleros favoritos (édition audio) | Mis boleros favoritos (édition audio) | Mis boleros favoritos (édition audio) | Mis boleros favoritos (édition audio) | Mis boleros favoritos (édition audio) | Mis boleros favoritos (édition audio) | Mis boleros favoritos (édition audio) |
| No                                    | Titre                                                          | Auteur                                | Durée                                 |                                       |                                       |                                       |                                       |                                       |                                       |
| ------------------------------------- | -------------------------------------------------------------- | ------------------------------------- | ------------------------------------- | ------------------------------------- | ------------------------------------- | ------------------------------------- | ------------------------------------- | ------------------------------------- | ------------------------------------- |
| 1.                                    | « No Me Puedes Dejar Así » (de l'album Romance (1991))         | Vicente Garrido                       | 3:33                                  |                                       |                                       |                                       |                                       |                                       |                                       |
| 2.                                    | « La Barca » (de l'album Romance (1991))                       | Roberto Cantoral                      | 3:29                                  |                                       |                                       |                                       |                                       |                                       |                                       |
| 3.                                    | « La Gloria Eres Tú » (de l'album Romances (1997))             | José Antonio Méndez                   | 3:22                                  |                                       |                                       |                                       |                                       |                                       |                                       |
| 4.                                    | « No Sé Tú » (de l'album Romance (1991))                       | Armando Manzanero                     | 3:49                                  |                                       |                                       |                                       |                                       |                                       |                                       |
| 5.                                    | « Historia de un Amor » (de l'album Segundo romances (1994))   | Carlos Almarán                        | 3:54                                  |                                       |                                       |                                       |                                       |                                       |                                       |
| 6.                                    | « Somos Novios » (de l'album Segundo romances (1994))          | Armando Manzanero                     | 3:11                                  |                                       |                                       |                                       |                                       |                                       |                                       |
| 7.                                    | « Solamente una Vez » (de l'album Segundo romances (1994))     | Agustín Lara                          | 3:01                                  |                                       |                                       |                                       |                                       |                                       |                                       |
| 8.                                    | « El Día Que Me Quieras » (de l'album Segundo romances (1994)) | Alfredo Le Pera / Carlos Gardel       | 4:01                                  |                                       |                                       |                                       |                                       |                                       |                                       |
| 9.                                    | « El Reloj » (de l'album Romances (1997))                      | Roberto Cantoral                      | 3:02                                  |                                       |                                       |                                       |                                       |                                       |                                       |
| 10.                                   | « Por Debajo de la Mesa » (de l'album Romances (1997))         | Armando Manzanero                     | 3:03                                  |                                       |                                       |                                       |                                       |                                       |                                       |
| 11.                                   | « Encadenados » (de l'album Romances (1997))                   | Carlos Arturo Briz                    | 3:59                                  |                                       |                                       |                                       |                                       |                                       |                                       |
| 12.                                   | « Sabor a Mí » (de l'album Romances (1997))                    | Álvaro Carrillo                       | 3:05                                  |                                       |                                       |                                       |                                       |                                       |                                       |
| 13.                                   | « Perfidia » (de l'album Mis romances (2001))                  | Alberto Domínguez                     | 3:26                                  |                                       |                                       |                                       |                                       |                                       |                                       |
| 14.                                   | « Hasta Que Vuelvas » (titre inédit)                           | Mario Arturo Ramos                    | 3:32                                  |                                       |                                       |                                       |                                       |                                       |                                       |
| 47:47                                 |                                                                |                                       |                                       |                                       |                                       |                                       |                                       |                                       |                                       |

| 1. | « No Sé Tú »                | Armando Manzanero                   | Pedro Torres     |  |
| 2. | « Contigo en la Distancia » | César Portillo de la Luz            | Pedro Torres     |  |
| 3. | « Delirio »                 | César Portillo de la Luz            | Carlos Somonte   |  |
| 4. | « La Media Vuelta »         | José Alfredo Jiménez                | Pedro Torres     |  |
| 5. | « El Día que me Quieras »   | Alfredo Le Pera / Carlos Gardel     | Kiko Guerrero    |  |
| 6. | « Por Debajo de la Mesa »   | Armando Manzanero                   | Daniela Federici |  |
| 7. | « Amor, Amor, Amor »        | Ricardo López Méndez / Gabriel Ruiz | Rebecca Blake    |  |

## Classements

### Hebdomadaires
| Hitparade (2002)                      | Meilleur classement | Réf.   |
| ------------------------------------- | ------------------- | ------ |
| Argentine (CAPIF)                     | 7                   | [ 13 ] |
| Espagne (PROMUSICAE)                  | 1                   | [ 11 ] |
| États-Unis Billboard 200              | 125                 | [ 17 ] |
| États-Unis Billboard Top Latin Albums | 3                   | [ 9 ]  |
| États-Unis Billboard Latin Pop Albums | 3                   | [ 18 ] |

### Annuels
| Hitparade (2002)                        | Classement | Réf.   |
| --------------------------------------- | ---------- | ------ |
| États-Unis Top Latin Albums (Billboard) | 58         | [ 19 ] |

| Hitparade (2003)                        | Classement | Réf.   |
| --------------------------------------- | ---------- | ------ |
| États-Unis Top Latin Albums (Billboard) | 35         | [ 20 ] |
| États-Unis Latin Pop Albums (Billboard  | 15         | [ 21 ] |